# Penicillium daleae
Penicíllium dáleae (лат.) — вид несовершенных грибов (телеоморфная стадия неизвестна), относящийся к роду Пеницилл (Penicillium).

## Описание
Колонии на агаре Чапека около 4 см в диаметре на 14-е сутки, войлочные, сверху покрытые вегетативными гифами, необильно спороносящие преимущественно в краевой зоне в сероватых тонах. Реверс неокрашенный до светло-кремового.
На CYA колонии на 14-е сутки около 5 см в диаметре, несколько более обильно спороносящие в краевой зоне в светло-серых тонах. Реверс коричневато-оранжевый, в среду выделяется необильный янтарный пигмент.
На агаре с солодовым экстрактом (MEA) колонии около 4,5 см в диаметре на 14-е сутки, с обильным коричневато-серым спороношением. Реверс оранжевый, растворимый пигмент коричневый.
Конидиеносцы одноярусные, 400—500 мкм длиной, с 6—8 фиалидами (иногда с 2—3 или вовсе с одиночной фиалидой) на верхушке. Фиалиды 8—12 мкм длиной, резко суженные в шейку. Конидии эллипсоидальные до почти шаровидных, 3—3,5 × 2,5—3 мкм, грубошероховатые, с 3—5 шероховатыми поясками.

### Отличия от близких видов
Определяется по неправильным одноярусным кисточкам (часто представленных одиночными фиалидами) и по конидиям с несколькими поясками шероховатости.

## Экология
Широко распространённый, преимущественно почвенный гриб. Описан из почвы в сосняке близ Познани.

## Таксономия
Вид назван по имени британского миколога-микробиолога Элизабет Дейл, исследовательницы пенициллов и аспергиллов.
Penicillium daleae K.Zaleski, Bull. Int. Acad. Polon. Sci., Sér. B., Sci. Nat. 495 (1927).

### Синонимы
- Penicillium krzemieniewskii K.Zaleski, 1927